# وازریک در-ساهاکیان
وازریک در-ساهاکیان (متولد ۱۳۲۷ در تهران)، از مترجمان حوزه سینما و تئاتر ارمنی‌تبار اهل ایران است.

## تحصیلات
وی در سال ۱۳۵۰ وارد مدرسه عالی سینما و تلویزیون شده و در زمینه فیلمبرداری تحصیل کرد.

## فعالیت تلویزیونی
در-ساهاکیان در چند مجموعه تلویزیونی از جمله دلیران تنگستان»، سمک عیار»، آتش بدون دود و سفرهای دور و دراز هامی و کامی در وطن دستیار فیلمبردار و بعدها فیلمبردار بود.

## ترجمه‌ها
کتاب‌هایی است که از این مترجم منتشر شده‌است عبارتند از:
| عنوان                                                | عنوان اصلی   | نوع اثر   | مؤلف                    | تاریخ          | ناشر فارسی            | تاریخ نشر فارسی | توضیحات                   |
| ---------------------------------------------------- | ------------ | --------- | ----------------------- | -------------- | --------------------- | --------------- | ------------------------- |
| خبرچین                                               | The Informer | رمان      | لیام اُ فلاهرتی          | ۱۹۲۵           | نشر شرکت تهران فاریاب | ۱۳۶۲            |                           |
| منتقدان یهودی صهیونیسم                               |              |           | موشه منوهین             |                |                       |                 |                           |
| پژوهش‌هایی در سینمای مستند                            |              |           | و. در-ساهاکیان          |                |                       |                 | گردآوری و ترجمه مقالات    |
| رعد دوردست، زندگی و فیلم‌های ساتیاجیت رای             |              |           | چیداناندا داس گوپتا     |                |                       |                 |                           |
| مگس‌ها                                                |              |           |                         | ماریانو آزوئلا |                       |                 |                           |
| هزار پیشه                                            |              | رمان      | چارلز بوکوفسکی          |                |                       |                 |                           |
| تاریخ سینما                                          |              |           | اریک رد                 |                |                       |                 |                           |
| پژوهش‌هایی در سینمای مستند                            |              |           | آلن لاول                |                |                       |                 |                           |
| زاپاتا: ایدئولوژی یک دهقان انقلابی                   |              |           | رابرت پ. میلن           |                |                       |                 |                           |
| تریلوژی جنگ: سه فیلمنامه                             |              |           | روبرتو روسلینی          |                |                       |                 |                           |
| آمریکایی که من کشف کردم(سفرنامه ولادیمیر مایاکوفسکی) |              |           | ولادیمیر مایاکوفسکی     |                |                       |                 |                           |
| فن تدوین فیلم                                        |              |           | کارل رایتس و گوین میلار |                | انتشارات سروش         | ۱۳۸۳            |                           |
| خدای دوزخ (نمایش در سه پرده)                         |              | نمایشنامه | سام شپرد                |                | انتشارات بیدگل        |                 |                           |
| عکاسان و عکاسی                                       |              |           | ناتان لاینز             |                | انتشارات سروش         |                 | تألیف مشترک با بهمن جلالی |

## یادداشت
1. ↑  این کتاب از روی نسخه چاپ اول آن به زبان انگلیسی(۱۹۷۲) از مجموعه Cinema One ترجمه و در مرداد ماه ۱۳۶۴ به عنوان هفتمین کتاب سینمایی شرکت تهران فاریاب در ۲۰۰۰ نسخه منتشر شده‌است. طرح روی جلد کتاب اثر علی خسروی است
2. ↑  این کتاب از روی چاپ اول نسخهٔ انگلیسی آن ترجمه و برای اولین و آخرین بار در بهار ۱۳۶۱ در ۵۰۰۰ نسخه توسط مؤسسهٔ مطبوعاتی عطایی منتشر شد
3. ↑  در سال ۱۳۶۳ برای اولین و آخرین بار توسط نشر نقره  به زبان فارسی چاپخش شد و اینک نایاب است. وازریک درساهاکیان کتاب را از زبان ارمنی به فارسی برگردانده و بخش‌هایی از آن اولین بار در سال ۱۳۵۸ در جنگ نوین به همراه طرح‌هایی از احمد سخاورز شده‌است